# 여수시·여천군·광양군
여수시·여천군·광양군은 대한민국의 옛 국회의원 선거구이다. 당시 전라남도 여수시, 여천군, 광양군 지역을 관할했다.

## 역사
제9대 국회의원 선거를 앞두고 중대선거구가 실시됨에 따라 여수시, 여천군, 광양군이 하나의 선거구를 이루게 되면서 신설되었다.
1986년 1월, 여천군 삼일읍·쌍봉면이 여천시로 승격되었다. 또한 제13대 국회의원 선거를 앞두고 소선거구제가 실시되면서 여수시 선거구, 여천시·여천군 선거구, 광양군 선거구로 각각 분리됨에 따라 폐지되었다.

## 역대 국회의원
| 선거   | 정당 | 정당       | 1위 의원 | 정당 | 정당       | 2위 의원 |
| ------ | ---- | ---------- | -------- | ---- | ---------- | -------- |
| 1973년 |      | 신민당     | 박병효   |      | 민주공화당 | 김상영   |
| 1978년 |      | 민주공화당 | 이도선   |      | 신민당     | 박병효   |
| 1981년 |      | 안민당     | 신순범   |      | 민주정의당 | 김재호   |
| 1985년 |      | 민주정의당 | 김재호   |      | 신한민주당 | 신순범   |

## 역대 선거 결과

### 대한민국 제9대 국회의원 선거
|  | 33.33% |

|  | 30.56% |

|  | 22.61% |

|  | 13.48% |

### 대한민국 제10대 국회의원 선거
|  | 37.43% |

|  | 17.91% |

|  | 15.06% |

|  | 11.21% |

|  | 8.35% |

|  | 4.13% |

|  | 3.72% |

|  | 2.15% |

### 대한민국 제11대 국회의원 선거
|  | 25.60% |

|  | 21.05% |

|  | 15.26% |

|  | 11.51% |

|  | 10.48% |

|  | 8.13% |

|  | 4.91% |

|  | 1.64% |

|  | 1.37% |

### 대한민국 제12대 국회의원 선거
|  | 30.42% |

|  | 21.86% |

|  | 14.16% |

|  | 11.32% |

|  | 10.62% |

|  | 7.70% |

|  | 3.89% |